# Etherloop
Etherloop és una tecnologia híbrida que combina aspectes d'Ethernet amb altres tecnologies per aconseguir un resultat que no és possible només amb cap de les dues tecnologies. EtherLoop es va desenvolupar originalment a la dècada de 1990 per permetre l'accés a la comunicació de dades d'alta velocitat als clients residencials a través de línies telefòniques estàndard de parells trenats, també conegudes com a servei telefònic antic normal o POTS. L'esforç de desenvolupament tecnològic es va iniciar a Northern Telecom per tal de permetre a les companyies telefòniques competir amb l'accés a dades locals d'alta velocitat que els proveïdors de televisió per cable començaven a oferir. :5
Etherloop també és una arquitectura de comunicacions amb aplicacions molt més àmplies. Tècnicament, l'EtherLoop inicial va adoptar els conceptes de protocol d'una xarxa física Ethernet de curta distància amb tecnologia de línia de subscriptor digital (DSL) per facilitar la combinació de transmissió de veu i dades a la infraestructura física heretada de línies telefòniques estàndard a distàncies de diversos quilòmetres. L'objectiu del projecte era superar les limitacions d'ADSL i HDSL mantenint la transmissió de dades d'alta qualitat i alta velocitat. Combinant característiques d'Ethernet i DSL i utilitzant processadors de senyal digital (DSP) per permetre el "màxim ample de banda possible fora de qualsevol tub de coure de parell trenat", EtherLoop es va convertir en una arquitectura capaç de fer front a una varietat molt més àmplia de requisits de xarxa de dades que l'original. 1990-2000 aplicació de dades sobre línies POTS. :5, 28
S'han desenvolupat altres tecnologies anomenades "etherloop", inclòs l'ús per a la comunicació intravehicle d'automòbils a la dècada de 2020, on s'ha utilitzat una xarxa física Gigabit Ethernet amb un protocol de xarxa propietat de segments de temps per a un control i retroalimentació redundants gairebé en temps real dels subsistemes de vehicles de motor.

## Història
EtherLoop va ser desenvolupat inicialment per Elastic Networks a la dècada de 1990, per permetre l'accés de comunicació de dades d'alta velocitat als clients residencials a través de línies telefòniques de parell trenat estàndard. L'esforç de desenvolupament tecnològic l'havia iniciat Jack Terry de Northern Telecom per tal de permetre a les companyies telefòniques competir amb l'accés a dades locals d'alta velocitat que els proveïdors de televisió per cable començaven a oferir. :5
L'any 1999, la tecnologia EtherLoop podria, en les condicions adequades, facilitar velocitats de fins a 6 megabits per segon en una distància de fins a 6,4 km (21.000 peus).

## Descripció
El disseny EtherLoop de la companyia de telecomunicacions va adoptar els conceptes bàsics de la tecnologia de comunicacions de la línia d'abonat digital (DSL) més la tecnologia de xarxa d'àrea local Ethernet per facilitar la combinació de la transmissió de veu i dades a la infraestructura física heretada de línies telefòniques de parell trenat estàndard o un servei telefònic antic senzill ( TELES). :5

Les implementacions anteriors de DSL (DSL asimètric (ADSL) i DSL d'alta velocitat de bits (HDSL)) tenien problemes tècnics que limitaven l'adopció a les xarxes telefòniques. L'enviament de dades d'alta velocitat requereix una potència substancial per impulsar els nivells de senyal a través de línies de coure. Més senyal lliurada dóna com a resultat una diafonia amb altres línies de coure en els típics 25 o 50 parells ben agrupats utilitzats en el cablejat telefònic.
Perquè els serveis DSL assoleixin els seus màxims de rendiment teòrics, cal un bucle d'abonat gairebé ideal. Al món real, però, la majoria dels bucles de subscriptors no són ideals. El cable pot canviar de calibre [que va des del calibre 22 fins al calibre 26 als serveis POTS]. Això provoca distorsions i interferències en un senyal que passa. També és possible tenir aixetes de pont al bucle, on un cable està connectat al bucle principal, però no connectat a res a l'extrem més llunyà. Les aixetes del pont no connectades provoquen reflexos en el senyal: part del senyal entrant rebotarà cap enrere i aquest reflex interferirà amb el senyal original.
El nivell de potència continu necessari per operar DSL a l'entorn de les telecomunicacions també va augmentar la calor que calia dissipar sobre el servei telefònic tradicional i va augmentar el cost dels components. :7–10
Telco EtherLoop va superar algunes de les limitacions mantenint una transmissió de dades d'alta qualitat i alta velocitat combinant característiques d'Ethernet i DSL i utilitzant processadors de senyal digital (DSP) per permetre "l'ample de banda màxim possible de qualsevol tub de coure de parell trenat". EtherLoop es va convertir en una arquitectura capaç d'abordar una varietat molt més àmplia de requisits de xarxa de dades que l'aplicació original de dades dels anys 90-2000 sobre línies POTS. :5, 28La implementació inicial d'EtherLoop el 1999 va utilitzar un enfocament de comunicació semidúplex /bidireccional, però només en una sola direcció alhora, no simultàniament, més el lliurament de paquets en ràfega per mitigar diversos dels greus efectes secundaris del DSL d'alta velocitat heretat. ofertes de finals dels anys noranta. Com a tal, la transmissió EtherLoop és menys susceptible a les interferències causades per la mala qualitat de la línia, aixetes de pont, etc. a les aplicacions de les companyies telefòniques. :8–12
Les aplicacions posteriors d'EtherLoop en sistemes d'automoció van superar un conjunt diferent de problemes amb les solucions de disseny d'EtherLoop, tal com es descriu a la secció d'aplicacions següent.

## Aplicacions
- EtherLoop es va utilitzar inicialment a finals de la dècada de 1990 per facilitar la transmissió de veu i dades per part de les companyies telefòniques a la infraestructura física POTS heretada. EtherLoop funciona bé en execucions de xarxa que superen els límits d'Ethernet de ~ 150 m (490 ft), amb fins a 6,4 megabits per segon que es poden aconseguir a una distància de fins a 6.4 km (21.000 peus) 6,4 km (21.000 peus), i teòricament podria assolir 10 megabits per segon amb el cablejat estàndard de telecomunicacions a distàncies més curtes d'aproximadament 910 m (3.000 peus).

- EtherLoop ha estat desplegat per diversos proveïdors de serveis d'Internet a zones on la longitud del bucle és molt llarga o la qualitat de la línia és deficient. Alguns mòdems EtherLoop (els fabricats per Elastic Networks) ofereixen un "mode d'oficina central", en el qual dos mòdems es connecten dos a esquena a través d'una línia telefònica i s'utilitzen com a extensió LAN. Un exemple d'una situació en què es faria això és estendre Ethernet a un edifici que és massa lluny per arribar amb Ethernet directe.

- Comunicació intravehicle d'automoció. El 2023, Tesla va començar a utilitzar Etherloop al seu camió lleuger Cybertruck. S'utilitza una xarxa física de 2 cables Gigabit Ethernet amb un protocol de xarxa patentat per a control i retroalimentació en temps real gairebé en temps real per a tots els subsistemes de vehicles de motor, inclosos els controls de direcció per cable, tots els controladors de vehicles i l'àudio del vehicle. amb cancel·lació activa del soroll de la carretera. Tesla ha aconseguit una latència d'escala de mil·lisegons amb una sincronització a escala de microsegons, a més d'un control redundant, ja que si un camí està trencat o defectuós, les dades es mouen bidireccionalment sobre el bucle físic. La transició a una arquitectura Etherloop ha reduït dràsticament la quantitat total de cablejat que passa pel vehicle (68%) tot i que el nombre de punts finals va augmentar un 35% respecte al vehicle més nou anterior de Tesla, el Model Y. La longitud mitjana del cable també és molt més curta, mentre que l'amplada de banda total és de 200 vegades la tradicional 500 Velocitat de dades kb/s dels controladors de vehicles tradicionals. Passar a l'arquitectura Etherloop va suposar un estalvi significatiu de costos per vehicle construït alhora que augmentava la fiabilitat i millorava les capacitats de depuració i servei. Tesla utilitza un protocol propietari EtherLoop al Cybertruck 2023–24, juntament amb controladors definits per programari. En la seva propera iteració de la tecnologia que s'utilitzarà al vehicle de nova generació de Tesla, tenen la intenció d'eliminar completament els cables creuats dels cotxes que són habituals amb les arquitectures de bus CAN d'automòbils heretades. Amb 1 Ample de banda Gb/s i baixa latència, la xarxa EtherLoop és capaç d'oferir àudio d'alta fidelitat amb supressió del soroll de la carretera a través de diversos altaveus a tot l'automòbil; mentre que els sistemes d'automoció de bus CAN heretats només admeten fins a 10 Mb/s d'amplada de banda i el senyal d'àudio s'ha de proporcionar mitjançant un sistema de cables per separat.